# Монторо
Монто̀ро (на италиански: Montoro; на неаполитански: Montuor, Монтуоръ) е община в Южна Италия, провинция Авелино, регион Кампания. Разположена е на 190 m надморска височина. Населението на общината е 19 575 души (към 2010 г.).
Общината е създадена в 3 декември 2013 г. Тя се състои от двете предшествуващи общини Монторо Инфериоре и Монторо Супериоре. Административен център на общината е селище Пиано (Piano)